# Łoskoń (Bydgoszcz)
Łoskoń – część miasta Bydgoszczy leżąca w Dzielnicy Wschodniej na północnym wschodzie miasta, w rejonie ulicy Brzegowej, nad Stara Wisłą (starorzeczem Wisły).

## Historia
Łoskoń to dawniej samodzielna wieś. Za II RP stanowił gminę jednostkową, od 1934 gromadę w zbiorowej gminie Osielsko w powiecie bydgoskim w województwie poznańskim. Od 1 kwietnia 1938 w województwie pomorskim.
Po wojnie Łoskoń stanowił jedną z 11 gromad gminy Osielsko w powiecie bydgoskim, od 1950 w województwie bydgoskim. W związku z reformą administracyjną kraju jesienią 1954 Łoskoń  włączono do nowo utworzonej gromady Fordon. 1 stycznia 1972 gromadę Fordon zniesiono, a Łoskoń włączono do gromady Osielsko, gdzie przetrwał do końca 1972 roku, czyli do kolejnej reformy gminnej.
1 stycznia 1973 Łoskoń wszedł w skład reaktywowanej gminy Osielsko. W latach 1975–1977 miejscowość administracyjnie należała do województwa bydgoskiego. 1 sierpnia 1977 Łoskoń włączono do Bydgoszczy.